# Сорыб
Сорыб  (с хак. голец, заросший кустарником) — гора, наивысшая отметка хребта Сахсар на территории Аскизского района Хакасии (абс. высота 1305 м, отн. выс. 300 м).
Вершина плоская, склоны почти симметричные, покрыты лесом. У подножия зап. склона исток реки База, у восточного — реки Немир.
Соседние вершины: Казаяк, Малая Культайга, Сарах (Сорахтаг), Сарыг, Сарыг-Тайга, Сахчах.